# Knightsbridge
Knightsbridge és un barri del districte de Ciutat de Westminster de Londres, Anglaterra (Regne Unit). El nom li ve de la carretera de Knightsbridge, al sud de Hyde Park. És una zona residencial luxosa i on hi ha els coneguts centres comercials de Harrods i Harvey Nichols. Al Pla de Londres es va identificar com un dels dos centres internacionals de Londres.